# Леськово (усадьба)
Дворец Даховских — архитектурно-ландшафтный комплекс площадью 89 га в селе Леськово, что в 5 км от райцентра Монастырище Черкасской области (Украина). Памятник истории и культуры областного значения. В комплекс входят краснокирпичный усадебный дом в стиле неоготики («замок»), территория с лиственным парком на левом берегу речки Конелки и хвойной частью парка на правом берегу, плотина с водохранилищем и «островом любви», сад, пахотная земля. Создателями этого поместья являются 4 поколения польских шляхтичей Даховских, которые владели Леськовым и окрестными деревнями с 1770-х годов до 1917 года.

## История
Первый владелец Мариан Даховский (1770—1800-е годы) на левом берегу Конелки соорудил небольшой двухэтажный дом и флигель для садовника. Оба здания сохранились до сих пор. Следующее поколение Даховских — Александр и Гонората (1800—1850-е годы) — развернули активную деятельность по приобретению новых земель и крестьян. Разбогатев, они решили в Леськовской усадьбе создать настоящее имение и оставить своим детям Карлу и Казимиру новый дворец с парком. Эти планы осуществляло уже третье поколение Даховских — братья Карл (1822 г.р.) и Казимир (1823 г.р.).

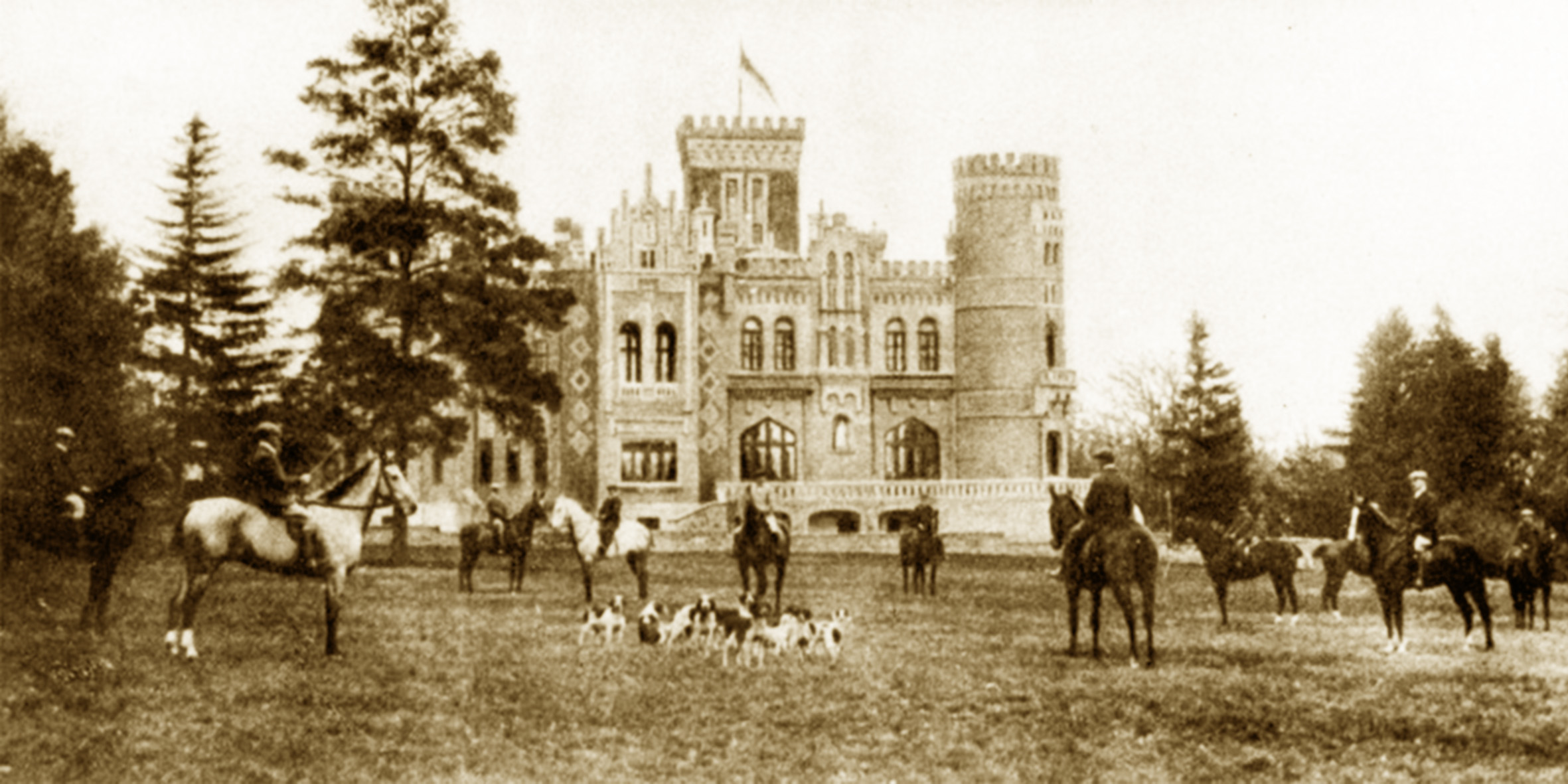
Дворец Даховских, ХІХ ст.

Преобразования начались в 1850-е годы и завершились после отмены крепостного права в 1880-х годах. Был сооружен двухэтажный дворец замкового типа. Он имел квадратную и круглую башни в три этажа с зубцами, 2 входа (парадный и хозяйственный), на первом этаже выход на балкон с открытой площадкой и перилами. Вокруг дворца-замка был насажен парк из редких лиственных пород деревьев, а на правом берегу — из хвойных пород. Территорию замка и лиственного парка обнесли кирпичной оградой высотой в 1,5 — 3 метра. Для строительства дворца, ограды и других сооружений братья построили свой кирпичный завод. Позже, преградив речку плотиной, создали пруд площадью почти в 20 га. Работами руководил больше Карл, который постоянно жил в имении. Казимир находился в Европе, где учил сына Тадеуша (1870 г.р.) разным наукам, вследствие чего он стал архитектором, инженером-строителем, а также спортсменом-наездником высокого класса. К слову, Тадеуш Даховский, обучаясь в Париже, в начале XX века  увлекся  прогрессивным на то время явлением - автомобилем . И в  период до самой Революции 1917 г. он  оказался первым и , чуть-ли,  не единственным  владельцем  автомобиля в тех краях, входивших в  обширную Киевскую губернию.
Став в конце 1880-х годов полноправным хозяином всех владений Даховских (1589 га земли), Тадеуш осуществил свои намерения преобразовать усадьбу и дворец в гармоничный архитектурный ансамбль, создать конезавод. План он разрабатывал сам, а осуществлял с помощью прораба Цехановского из Польши. К существующему дворцу была пристроена новая часть, но уже с учётом новых архитектурных веяний.  Две части здания, два архитектурных стиля объединены так, что непосвященные люди воспринимают это сооружение как единое целое. Понять различия между двумя частями дворца можно было только изнутри. "Старая" часть зимой отапливалась высокими изразцовыми печами , имевшими достаточно сложную систему дымоходов. А вот "Новая" часть дворца уже имела  прогрессивное на тот момент центральное отопление , с радиаторми и проложенными внутри толстых кирпичных  стен, цинковыми трубами. Качество изготовления было таким, что и радиаторы и трубы сохранились в рабочем состоянии вплоть до начала XXI века.  В замке Даховских имелся большой винный погреб и большой подвал для хранения съестных запасов. Температура в этом подвале никогда не отклонялась от отметки в +11-12 градусов Цельсия,независимо от времени года.
По рассказам местного населения, в период распада Российской Империи и последовавшей затем  Гражданской войны, внутреннее  убранство замка было полностью  разграблено местнымы крестьянами и орудовашими в тех краях  многочисленными бандами. Дорогая мебель, вазы, фарфор и др. посуда, а также предметы искусства, которые не успели вывезти хозяева поместья, были навсегда утеряны. Лошади частично вывезены хозяевами, частично угнаны ,  всё хозяйство конезавода было также разграблено. Тогда-же, для "нужд народного хозяйства" содрали уникальную металлическую свинцово-оловянную крышу, перекрыв сложную крышу обычным кровельным железом. К счастью, тогда удалось избежать привычных в таких случаях, поджогов "помещичьих усадьб" и полного уничтожения зданий.  В конце  30-х годов, в  советское время , замок и усадьбу отремонтировали и стали использовать как дом отдыха для работников Киевского сахаротреста, а летом как пионерский лагерь. В период фашистской оккупации УССР , с осени 1941 и до конца 1943 г. замок был центром местной сельхоз.управы оккупантов.  Именно оттуда  немцы контролировали вывоз урожая, скота  и всех продуктов , изъятых  на благодатной и щедрой украинской земле. Оттуда-же осуществляли планы по вывозу местной молодёжи - "остарбайтеров", в Третий Рейх.
Во время зимних сражений Корсунь-Шевченковской операции , замок частично пострадал, но больших разрушений удалось избежать. С весны 1944 , вплоть до 1946 года, на территории замка находился госпиталь для выздоравливающих бойцов Красной Армии. На стенах "толстой" юго-западной башни , выздоравливающие часто оставляли именные надписи.Некоторые из них сохранились до сих пор.
В послевоенное время здесь разместили санаторий для больных туберкулёзом закрытого типа.  В 1960-1970-е  годы ,  двухэтажный домик у озера ( домик садовника ) , часто посещал на отдыхе  В.И Чуйков, знаменитый советский военачальник . Ему нравилась удивительная тишина этих мест и замечательная рыбалка .Как раз рядом с переназванным в его честь домом садовника в " домик Чуйкова "  находились изящные мостки мореного дуба,  ведущие  к  острову с беседкой .  Сам остров посреди озера, с несколькими лиственными деревьями , представлял собой довольно романтичное и необычное для местных пейзажей, сооружение.
К слову, сама усадьба и дворец , благодаря-ли  задумке архитектора, или просто волею природы, находятся в небольшой ландшафной впадине. И кажется что таким образом  учлись имеющиеся климатические особенности данной местности, роза ветров и даже интенсивность осадков в разные времена года. Замечательный факт состоит в том, что фруктовые деревья и цветы распускаются на территории усадьбы Даховских всегда на несколько дней раньше, чем в окружающих земли усадьбы, сёлах.
Туберкулёзный санаторий  после протестов  местных крестьян  был закрыт в конце 60-х годов.  Замок передали военному ведомству для лечения офицеров-отставников с нервно-психическими заболеваниями. А в 1970 году здесь разместили базу хранения имущества  полевых госпиталей , предназначенных к развертыванию в военное время. Было перестроено трехэтажное административное здание, в бывшей конюшне достроен второй этаж и размещены квартиры офицеров и служащих. Другие помещения были заняты под технические средства и оборудование полевых госпиталей. Залы замка превратили в склады для разнообразного медицинского имущества. Постепенно исчезли аллеи, дорожки, причал для лодок, а в конце 80-х  исчез и мостик, ведущий к острову.
По состоянию на 2011 год территория замка является закрытой и охраняемой. Однако , по предварительной договоренности , можно получить разрешение на проход внутрь и походить по территории усадьбы.

## Описание

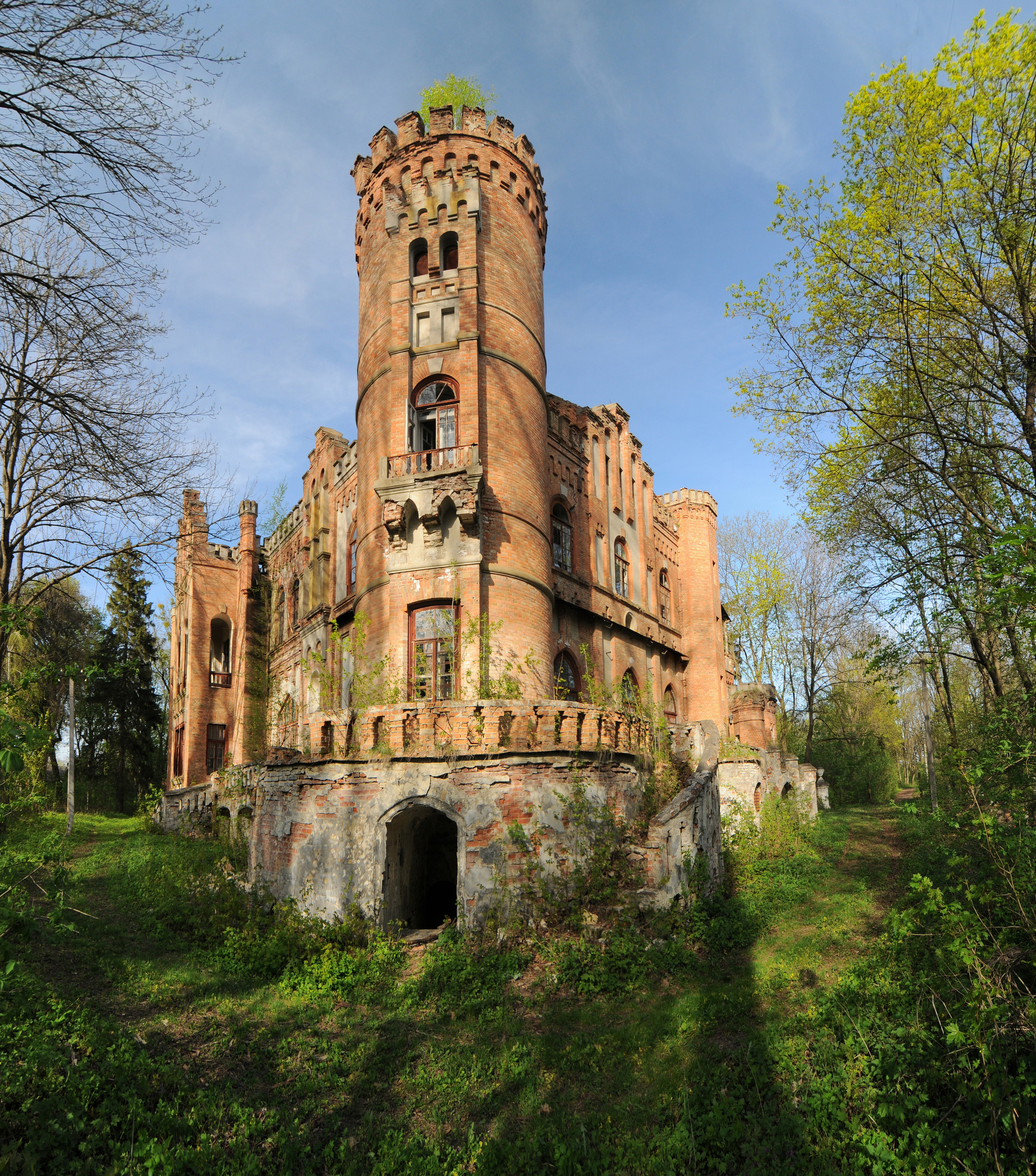
Господский дом стилизован под замок

Трёхэтажная пристройка конца XIX века составляет по размеру почти половину старого дома. Единство комплексу придают 6-гранные башенки по углам достройки с такими же зубцами, что и на старой части дворца, но сплошной кладки. Зубцы сделаны по всему периметру достройки, в стенах вмонтированы декоративные вазы и другие детали. Основное отличие — квадратные формы и водяное (батарейное) отопление. Для подачи воды в бак (3-й этаж) пробили скважину, сделали выход на прогулочную площадку размером 15 на 20 метров, огороженную зубцами (крыша 3-го этажа).
После достройки весь дом стал трехэтажным. На первом этаже — 8 комнат с салонами, кабинетами, залами для гостей. В нём же находился парадный выход на балкон около круглой башни с открытой площадкой и ступеньками в парк. На этом этаже также вход в подвальное помещение и хозяйственный выход. На втором этаже располагались 9 жилых комнат и ванная с выходом на балкон. Третий этаж также имел 8 комнат. В старых комнатах существовало печное отопление с открытыми и закрытыми каминами и дымоходами в зубцах, в новых — батарейное отопление, где трубы и батареи были вмонтированы в стены. Квадратная и круглая башни тоже имели комнаты, наверху — смотровые площадки, к которым вели винтовые лестницы.
Парадный вход в замок находился в квадратной башне, на которой красовался герб Даховских, был флагшток с флагом. Отсутствие флага служило сигналом для крестьян и челяди, что владельцы находились в отъезде. Перед замком был разбит розарий с фонтаном в центре. Вода к нему поступала из скважины по подземным желобам. Напор воды создавался разницей уровней.

## Современное состояние
Дворец долгое время не вносили в перечень туристических объектов. Доступ в здание для посетителей был ограничен, как объект Министерства обороны . Само сооружение постепенно разрушалось.
8 апреля 2013 община Монастырищенского района обратилась к главе облгосадминистрации с просьбой спасти уникальный ландшафтно-архитектурный комплекс. 18 июня был подготовлен проект постановления Верховной Рады Украины «О мерах по сохранению ландшафтно-архитектурного комплекса» Усадьба Даховских «в Черкасской области». Верховная Рада порекомендовала Кабинету Министров Украины передать этот памятник архитектуры на баланс Министерства культуры Украины и включить её в перечень памятников культурного наследия, не подлежащих приватизации. Черкасская областная государственная администрация обязалась разработать и утвердить программу сохранения ландшафтно-архитектурного комплекса и восстановление его ландшафта.

## Конный завод
Одну треть усадьбы Тадеуш Даховский занял под конезавод, который включал 100 английских скакунов, маточник и родильное отделение. В имении были манежные дорожки, ипподром, зимний манеж. Жокеи, конюшенные набирались из местных крестьян. На лошадей Леськовского конезавода был большой спрос и в Европе, и в России, а сам помещик со своими шестью жокеями постоянно принимал участие в скачках и неоднократно становился призёром.